# سیدنی ام گوتیرز
سیدنی مک‌نیل "سید" گوتیرز (به انگلیسی: Sidney McNeill "Sid" Gutierrez) فضانورد اهل ایالات متحده آمریکا است که در ۲۷ ژوئن ۱۹۵۱ میلادی در البوکرکی، نیومکزیکو زاده شد. وی در مأموریت اس‌تی‌اس-۴۰، اس‌تی‌اس-۵۹ حضور داشته است.